# Hebergellita
Hedbergellita es un género de foraminífero planctónico considerado un sinónimo posterior de Whiteinella de la subfamilia Hedbergellinae, de la familia Hedbergellidae, de la superfamilia Rotaliporoidea, del suborden Globigerinina y del orden Globigerinida. Su especie tipo era Whiteinella baltica. Su rango cronoestratigráfico abarcaba desde el Cenomaniense superior hasta el Turoniense inferior (Cretácico superior).

## Descripción
Hedbergellita incluía especies con conchas trocoespiraladas, de trocospira baja y forma globular ligeramente comprimida; sus cámaras eran globulares, creciendo en tamaño de forma moderada; sus suturas intercamerales eran rectas e incididas; su contorno era subcuadrado, y lobulado; su periferia era redondeada; su ombligo era amplio; su abertura era interiomarginal, umbilical-extraumbilical, en forma de arco bajo y bordeada por un labio; presentaba pared calcítica hialina, macroperforada con baja densidad de poros, y con la superficie pustulada.

## Discusión
Algunos autores han considerado Hedbergellita un sinónimo subjetivo posterior de Whiteinella. No obstante, otros lo consideran un taxón distinto y válido que se diferencia de Whiteinella, y de otros hedbergéllidos, por su menor número de cámaras en todas las vueltas de espira. Clasificaciones posteriores incluirían Hedbergellita en la superfamilia Globigerinoidea. Otras clasificaciones lo han incluido en la subfamilia Brittonellinae.

## Paleoecología
Hedbergellita, como Whiteinella, incluía foraminíferos con un modo de vida planctónico, de distribución latitudinal cosmopolita, preferentemente tropical-subtropical, y habitantes pelágicos de aguas intermedias (medio mesopelágico superior).

## Clasificación
Hedbergellita incluía a las siguientes especies:
- Hedbergellita aprica †
- Hedbergellita baltica †
- Hedbergellita brittonensis †
- Hedbergellita hiezli †
- Hedbergellita parasubia †